# Mistrzostwa Świata w Piłce Nożnej 2010 (eliminacje strefy OFC)
Eliminacje Mistrzostw Świata w Piłce Nożnej 2010 dla strefy OFC wyłoniły jedną drużynę, która konkurowała z piątą drużyną AFC w meczu o awans do finałów Mistrzostw Świata w Republice Południowej Afryki. OFC jest jedyną federacją, która nie ma zapewnionego miejsca w finałach. Mecze finałowe odbyły się 10 października 2009 i oraz 14 listopada 2009.

## Format
Pierwsza faza eliminacji to Puchar Południowego Pacyfiku w Samoa w 2007. Złoty, srebrny i brązowy medalista awansuje do fazy drugiej.
Troje medalistów dołączy do Nowej Zelandii w turnieju rozegranym w systemie kołowym w 2007 i 2008, którego zwycięzca jednocześnie zostanie zwycięzcą Pucharu Narodów Oceanii. Dwie najlepsze drużyny Pucharu Narodów Oceanii zagrają w rundzie trzeciej. Polega ona na dwumeczu - mecz i rewanż. Mistrz strefy OFC zagra w dwumeczu przeciwko piątej drużynie z Azji w listopadzie 2009.

## Runda eliminacyjna - Puchar Południowego Pacyfiku
Runda eliminacyjna pokryła się z Pucharem Południowego Pacyfiku. Trzech medalistów awansowało do fazy drugiej eliminacji. Tuvalu nie jest członkiem FIFA, zatem jego mecze nie liczyły się jako eliminacje Mistrzostw Świata i nie uzyskał możliwości awansu do kolejnej rundy.

### Faza grupowa

#### Grupa A
| Drużyna        | Pkt | M | Z | R | P | Strz. | Strac. | +/- |
| -------------- | --- | - | - | - | - | ----- | ------ | --- |
| Fidżi          | 10  | 4 | 3 | 1 | 0 | 25    | 1      | +24 |
| Nowa Kaledonia | 10  | 4 | 3 | 1 | 0 | 6     | 1      | +5  |
| Tahiti         | 4   | 4 | 1 | 1 | 2 | 2     | 6      | -4  |
| Wyspy Cooka    | 3   | 4 | 1 | 0 | 3 | 4     | 9      | -5  |
| Tuvalu         | 1   | 4 | 0 | 1 | 3 | 2     | 22     | -20 |

| 26 sierpnia 2007 4:00 CET | Tahiti | 0:1OceaniaFootball FIFA.com | Nowa Kaledonia · Pierre Wajoka 9' (k) | Toleafoa J.S. Blatter Complex, Apia · Widzów: 400 · Sędzia: Michael Hester ( Nowa Zelandia) |
|                           |        |                             |                                       |                                                                                             |

| 26 sierpnia 2007 7:00 CET | Fidżi · Roy Krishna 6' 14' 22' · Pita Rabo 11' 34' 45' · Pita Baleitoga 17' · Malakai Tiwa 28' 30' · Osea Vakatalesau 42' 46' 65' 73' 82' 89' · Peni Finau 68' | 16:0OceaniaFootball FIFA.com | Tuvalu | Toleafoa J.S. Blatter Complex, Apia · Widzów: 200 · Sędzia: Fiti Aimaasu ( Samoa) |
|                           | |                              |        |                                                                                   |

| 28 sierpnia 2007 4:00 CET | Tuvalu | 0:1OceaniaFootball FIFA.com | Nowa Kaledonia · Iamel Kabeu 52' | Toleafoa J.S. Blatter Complex, Apia · Widzów: 250 · Sędzia: Nelson Sogo ( Wyspy Salomona) |
|                           |        |                             |                                  |                                                                                           |

| 28 sierpnia 2007 7:00 CET | Fidżi · Osea Vakatalesau 18' (k) · Taniela Waqa 40' · Josaia Bukalidi 62' · Malakai Kainihewe 83' | 4:0OceaniaFootball FIFA.com | Wyspy Cooka | Toleafoa J.S. Blatter Complex, Apia · Widzów: 400 · Sędzia: Lencie Fred ( Vanuatu) |
|                           |                                                                                                   |                             |             |                                                                                    |

| 30 sierpnia 2007 4:00 CET | Tuvalu · Viliamu Sekifu 88' | 1:1OceaniaFootball FIFA.com | Tahiti · Axel Williams 45+1' | Toleafoa J.S. Blatter Complex, Apia · Widzów: 100 · Sędzia: Christopher Lengeta ( Wyspy Salomona) |
|                           |                             |                             |                              |                                                                                                   |

| 30 sierpnia 2007 7:00 CET | Nowa Kaledonia · Iamel Kabeu 36' 85' · Pierre Wajoka 50' (k) | 3:0OceaniaFootball FIFA.com | Wyspy Cooka | Toleafoa J.S. Blatter Complex, Apia · Widzów: 200 · Sędzia: Neil Fox ( Nowa Zelandia) |
|                           |                                                              |                             |             |                                                                                       |

| 2 września 2007 1:30 CET | Wyspy Cooka · Teariki Mateariki 28' 69' · Thomas Le Mouton 88' · Kunda Tom 90+3' | 4:1OceaniaFootball FIFA.com | Tuvalu · Stephen Willis 83' (sam) | Toleafoa J.S. Blatter Complex, Apia · Widzów: 200 · Sędzia: Michael Hester ( Nowa Zelandia) |
|                          |                                                                                  |                             |                                   |                                                                                             |

| 2 września 2007 7:00 CET | Tahiti | 0:4OceaniaFootball FIFA.com | Fidżi · Taniela Waqa 17' · Pita Baleitoga 38' · Osea Vakatalesau 49' 73' | Toleafoa J.S. Blatter Complex, Apia · Widzów: 200 · Sędzia: Neil Fox ( Nowa Zelandia) |
|                          |        |                             |                                                                          |                                                                                       |

| 4 września 2007 4:00 CET | Nowa Kaledonia · Pierre Wajoka 43' | 1:1OceaniaFootball FIFA.com | Fidżi · Malakai Kainihewe 56' | Toleafoa J.S. Blatter Complex, Apia · Widzów: 1000 · Sędzia: Lencie Fred ( Vanuatu) |
|                          |                                    |                             |                               |                                                                                     |

| 4 września 2007 4:00 CET | Wyspy Cooka | 0:1OceaniaFootball FIFA.com | Tahiti · Temarii Tinorua 64' | Toleafoa J.S. Blatter Complex, Apia · Widzów: 100 · Sędzia: Fiti Aimaasu ( Samoa) |
|                          |             |                             |                              |                                                                                   |

#### Grupa B
| Drużyna            | Pkt | M | Z | R | P | Strz. | Strac. | +/- |
| ------------------ | --- | - | - | - | - | ----- | ------ | --- |
| Wyspy Salomona     | 12  | 4 | 4 | 0 | 0 | 21    | 1      | +20 |
| Vanuatu            | 9   | 4 | 3 | 0 | 1 | 23    | 3      | +20 |
| Samoa              | 6   | 4 | 2 | 0 | 2 | 9     | 8      | +1  |
| Tonga              | 3   | 4 | 1 | 0 | 3 | 6     | 10     | -4  |
| Samoa Amerykańskie | 0   | 4 | 0 | 0 | 4 | 1     | 38     | -37 |

| 26 sierpnia 2007 4:00 CET | Wyspy Salomona · Benjamin Totori 12' 15' · Commins Menapi 20' (k) 41' 75' 82' · Henry Fa‘arodo 43' · Stanley Waita 58' 85' · Godwin Bebeu 69' · Judd Molea 77' · Samson Takayama 90+2' | 12:1OceaniaFootball FIFA.com | Samoa Amerykańskie · Ramin Ott 55' (k) | Toleafoa J.S. Blatter Complex, Apia · Widzów: 300 · Sędzia: Salaiau Sosongan ( Papua-Nowa Gwinea) |
|                           | |                              |                                        |                                                                                                   |

| 26 sierpnia 2007 9:30 CET | Vanuatu · Richard Iwai 21' · Jean Naprapol 43' · Moise Poida 66' · Seule Soromon 90+2' | 4:0OceaniaFootball FIFA.com | Samoa | Toleafoa J.S. Blatter Complex, Apia · Widzów: 300 · Sędzia: Jacques Averii ( Tahiti) |
|                           |                                                                                        |                             |       |                                                                                      |

| 28 sierpnia 2007 4:00 CET | Wyspy Salomona · George Suri 5' · Commins Menapi 13' · Henry Fa‘arodo 51' · Alick Maemae 66' | 4:0OceaniaFootball FIFA.com | Tonga | Toleafoa J.S. Blatter Complex, Apia · Widzów: 350 · Sędzia: Fiti Aimaasu ( Samoa) |
|                           |                                                                                              |                             |       |                                                                                   |

| 28 sierpnia 2007 9:30 CET | Samoa Amerykańskie | 0:7OceaniaFootball FIFA.com | Samoa · Penitito Tumua 24' 51' · Desmond Faaisuaso 29' · Chris Cahill 43' (k) 67' · Damien Fonoti 61' · Junior Michael 76' | Toleafoa J.S. Blatter Complex, Apia · Widzów: 2,800 · Sędzia: Job Minan ( Papua-Nowa Gwinea) |
|                           |                    |                             | |                                                                                              |

| 30 sierpnia 2007 4:00 CET | Samoa Amerykańskie | 0:15OceaniaFootball FIFA.com | Vanuatu · Moise Poida 19' · Etienne Mermer 24' 45' 45+1' 68' · Francois Sakama 43' 79' 90+1' · Andrew Chichirua 56' · Seule Soromon 62' 81' 84' 86' 90+2' · Tom Phillip Tomake 72' | Toleafoa J.S. Blatter Complex, Apia · Widzów: 200 · Sędzia: Michael Hester ( Nowa Zelandia) |
|                           |                    |                              | |                                                                                             |

| 30 sierpnia 2007 9:30 CET | Samoa · Desmond Faaiuaso 45+1' · Lionel Taylor 83' | 2:1OceaniaFootball FIFA.com | Tonga · Unaloto Feao 53' | Toleafoa J.S. Blatter Complex, Apia · Widzów: 1,850 · Sędzia: Salaiau Sosongan ( Papua-Nowa Gwinea) |
|                           |                                                    |                             |                          | |

| 2 września 2007 1:30 CET | Tonga · Lafaele Moala 37' (k) · Pio Palu 54' 61' · Kaisani Uhatahi 86' | 4:0OceaniaFootball FIFA.com | Samoa Amerykańskie | Toleafoa J.S. Blatter Complex, Apia · Widzów: 200 · Sędzia: Job Minan ( Papua-Nowa Gwinea) |
|                          |                                                                        |                             |                    |                                                                                            |

| 2 września 2007 3:30 CET | Vanuatu | 0:2OceaniaFootball FIFA.com | Wyspy Salomona · Godwin Bebeu 60' · Henry Fa‘arodo 64' | Toleafoa J.S. Blatter Complex, Apia · Widzów: 1,000 · Sędzia: Jacques Averii ( Tahiti) |
|                          |         |                             |                                                        |                                                                                        |

| 4 września 2007 1:30 CET | Samoa | 0:3OceaniaFootball FIFA.com | Wyspy Salomona · Benjamin Totori 1' 37' · Alick Maemae 67' | Toleafoa J.S. Blatter Complex, Apia · Widzów: 200 · Sędzia: Michael Hester ( Nowa Zelandia) |
|                          |       |                             |                                                            |                                                                                             |

| 4 września 2007 1:30 CET | Tonga · Malakai Savieti 49' | 1:4OceaniaFootball FIFA.com | Vanuatu · Seule Soromon 23' 33' 40' · Victor Maleb 75' | Toleafoa J.S. Blatter Complex, Apia · Widzów: 50 · Sędzia: Job Minan ( Papua-Nowa Gwinea) |
|                          |                             |                             |                                                        |                                                                                           |

### Półfinały
- Zwycięzcy awansują do kolejnej rundy.

| 6 września 2007 4:00 CET | Wyspy Salomona · Henry Fa‘arodo 40' · Commins Menapi 47' | 2:3OceaniaFootball FIFA.com | Nowa Kaledonia · Iamel Kabeu 34' · Poulidor Toto 54' · Yohann Mercier 90+4' | Toleafoa J.S. Blatter Complex, Apia · Widzów: 600 · Sędzia: Job Minan ( Papua-Nowa Gwinea) |
|                          |                                                          |                             |                                                                             |                                                                                            |

| 6 września 2007 7:00 CET | Fidżi · Pita Baleitoga 44' · Osea Vakatalesau 66' (k) · Roy Krishna 69' | 3:0OceaniaFootball FIFA.com | Vanuatu | Toleafoa J.S. Blatter Complex, Apia · Widzów: 600 · Sędzia: Michael Hester ( Nowa Zelandia) |
|                          |                                                                         |                             |         |                                                                                             |

### Mecz o brązowy medal
- Zwycięzca awansuje do kolejnej rundy.

| 8 września 2007 3:30 CET | Wyspy Salomona | 0:2OceaniaFootball FIFA.com | Vanuatu · Seule Soromon 45+3' · Francois Sakama 50' | Toleafoa J.S. Blatter Complex, Apia · Widzów: 200 · Sędzia: Jacques Averii ( Tahiti) |
|                          |                |                             |                                                     |                                                                                      |

### Mecz o złoty medal
| 8 września 2007 7:00 CET | Nowa Kaledonia · Jose Hmae 61' | 1:0OceaniaFootball FIFA.com | Fidżi | Toleafoa J.S. Blatter Complex, Apia · Widzów: 400 · Sędzia: Michael Hester ( Nowa Zelandia) |
|                          |                                |                             |       |                                                                                             |

### Strzelcy
| Zawodnik         | Bramki | Reprezentacja  |
| ---------------- | ------ | -------------- |
| Osea Vakatalesau | 10     | Fidżi          |
| Seule Soromon    | 10     | Vanuatu        |
| Commins Menapi   | 6      | Wyspy Salomona |
| Etienne Mermer   | 4      | Vanuatu        |
| Francis Sakama   | 4      | Vanuatu        |
| Benjamin Totori  | 4      | Wyspy Salomona |
| Henry Fa‘arodo   | 4      | Wyspy Salomona |
| Iamel Kabeu      | 4      | Nowa Kaledonia |
| Roy Krishna      | 4      | Fidżi          |

#### Gole samobójcze
| Zawodnik       | Reprezentacja | Przeciwnik |
| -------------- | ------------- | ---------- |
| Stephen Willis | Wyspy Cooka   | Tuvalu     |

## Runda druga - Puchar Narodów Oceanii 2008
Zwycięzca Pucharu Narodów Oceanii 2008 zagrał w barażu interkontynentalnym z piątą drużyną AFC o awans do finałów Mistrzostw Świata 2010, oraz był reprezentantem Oceanii w Pucharze Konfederacji 2009 w RPA.

### Tabela
| Drużyna        | M | Z | R | P | Br+ | Br- | +/- | Pkt |
| -------------- | - | - | - | - | --- | --- | --- | --- |
| Nowa Zelandia  | 6 | 5 | 0 | 1 | 14  | 5   | +9  | 15  |
| Nowa Kaledonia | 6 | 2 | 2 | 2 | 12  | 10  | +2  | 8   |
| Fidżi          | 6 | 2 | 1 | 3 | 8   | 11  | -3  | 7   |
| Vanuatu        | 6 | 1 | 1 | 4 | 5   | 13  | -8  | 4   |

### Wyniki
| 17 października 2007 | Fidżi | 0-2(0-1) | Nowa Zelandia · 32' Vicelich · 86' Smeltz | Churchill Park, Lautoka Widzów: 6,000 Sędzia: Marrufo |
|                      |       |          |                                           |                                                       |

| 17 listopada 2007 | Vanuatu · Naprapol 32' | 1-2(1-0) | Nowa Zelandia · Smeltz 53' · Mulligan 93' | Korman Stadium, Port Vila Widzów: 8,000 Sędzia: Minan |
|                   |                        |          |                                           |                                                       |

| 17 listopada 2007 | Fidżi · Nawatu 2' · Vakatalesau 27' 86' | 3-3(2-0) | Nowa Kaledonia · Gjamaci 66' · Kaudre 83' · Hmae 87' | Govind Park, Ba Widzów: 1,500 Sędzia: Leary |
|                   |                                         |          |                                                      |                                             |

| 21 listopada 2007 | Nowa Kaledonia · Wajoka 28' · Hmae 31' 60' · Mapou 63' | 4-0(2-0) | Fidżi | Stade Numa-Daly Magenta, Nouméa Sędzia: Breeze |
|                   |                                                        |          |       |                                                |

| 21 listopada 2007 | Nowa Zelandia · Mulligan 14' 81' · Smeltz 29' (k) 34' | 4-1(3-0) | Vanuatu · Sakama 50' | Westpac Stadium, Wellington Widzów: 2,500 Sędzia: Jacques |
|                   |                                                       |          |                      |                                                           |

| 14 czerwca 2008 | Vanuatu · Mermer 77' | 1-1(0-0) | Nowa Kaledonia · Djamali 75' | Korman Stadium, Port Vila Sędzia: Varman |
|                 |                      |          |                              |                                          |

| 21 czerwca 2008 | Nowa Kaledonia · Wajoka 36' · Hmae 60' · Diaike 87' | 3-0(1-0) | Vanuatu |  |
|                 |                                                     |          |         |  |

| 6 września 2008 | Fidżi · Kumar 7' · Dunadamu 87' | 2-0(1-0) | Vanuatu |  |
|                 |                                 |          |         |  |

| 6 września 2008 | Nowa Kaledonia · Hmae 57' | 1-3(0-1) | Nowa Zelandia · Nelsen 15' · Smeltz 66' 76' | Stade Numa-Daly, Nouméa |
|                 |                           |          |                                             |                         |

| 10 września 2008 | Nowa Zelandia · Smeltz 50' 76' · Christie 69' | 3-0(0-0) | Nowa Kaledonia |  |
|                  |                                               |          |                |  |

| 10 września 2008 | Vanuatu · Sakama 58' · Malas 90+1' | 2-1(0-0) | Fidżi · Dunadamu 90+2' |  |
|                  |                                    |          |                        |  |

| 19 listopada 2008 | Nowa Zelandia | 0-2(0-0) | Fidżi · Krishna 63' 90' |  |
|                   |               |          |                         |  |

## Mecz barażowy Azja/Oceania

### Bahrajn 0-0 Nowa Zelandia
| 10 października 2009 18:30 | Bahrajn | 0:0(0:0)Raport | Nowa Zelandia | Malab al-Bahrajn al-watani, Ar-Rifa Widzów: 37 000 Sędzia: Viktor Kassai |
|                            |         |                |               |                                                                          |

### Mecz rewanżowy
| 14 listopada 2009 20:00 | Nowa Zelandia · Fallon 45' | 1:0(1:0)Raport | Bahrajn | Westpac Stadium, Wellington Widzów: 36 500 Sędzia: Jorge Larrionda |
|                         |                            |                |         |                                                                    |